# Dolichotheca
Dolichotheca là một chi rêu trong họ Hypnaceae.